# Хельстрём, Ронни
Ро́нни Хе́льстрём (швед. Ronnie Hellström; 21 февраля 1949, Мальмё, Швеция — 6 февраля 2022) — шведский футболист, вратарь.

## Карьера

### Клубная
Хельстрём начал карьеру в клубе «Хаммарбю», в котором играл до 1974 года. После яркого выступления в составе шведской сборной на чемпионате мира в ФРГ был приглашён в западногерманский «Кайзерслаутерн». В этом клубе Хельстрём отыграл 10 сезонов, дважды становился финалистом Кубка ФРГ и успешно выступал в Бундеслиге, в которой провёл 266 матчей.
Закончив выступать как вратарь, в 1988 году предпринял попытку вернуться в футбол, сыграл один матч в Аллсвенскан за «Сундсвалль». После этого окончательно завершил карьеру. Работал тренером вратарей в «Хаммарбю» и «Мальмё».
В 1970-е годы считался одним из лучший вратарей мира. В 2000 году Международная федерация футбольной истории и статистики назвала Ронни Хельстрёма 22-м в списке лучших вратарей Европы XX века.

### В сборной

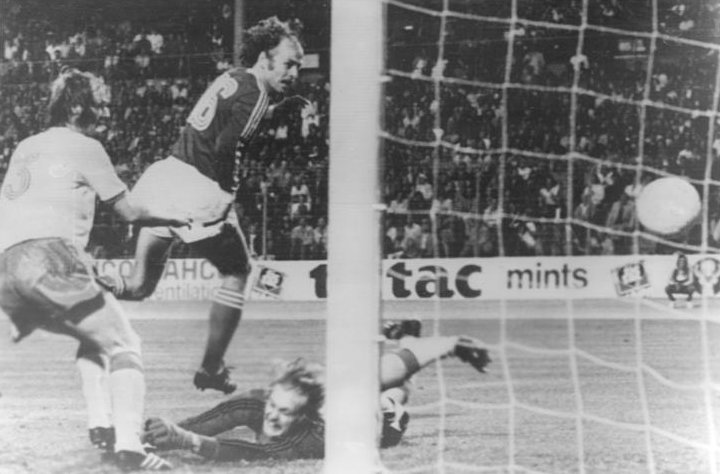
Ронни Хельстрём пытается отразить удар Гжегожа Лято

В составе сборной Швеции Ронни Хельстрём принял участие в трёх финальных турнирах чемпионатов мира: в 1970, 1974 и 1978. Во время чемпионата мира 1978 года Хельстрём был единственным игроком из всех сборных команд, принявшим участие в демонстрациях против похищений людей в ходе «Грязной войны» в Аргентине.
Всего за сборную сыграл в 77 матчах, пропустил 82 мяча.
| №  | Дата             | Соперник          | Счёт | Голы | Турнир                    |
| 1  | 1 августа 1968   | СССР              | 2:2  | 2    | Товарищеский матч         |
| 2  | 15 сентября 1968 | Норвегия          | 1:1  | 1    | Товарищеский матч         |
| 3  | 9 октября 1968   | Норвегия          | 5:0  | -    | Отборочный матч к ЧМ 1970 |
| 4  | 19 февраля 1969  | Израиль           | 3:2  | 2    | Товарищеский матч         |
| 5  | 26 февраля 1969  | Югославия         | 1:2  | 2    | Товарищеский матч         |
| 6  | 25 августа 1969  | Израиль           | 3:1  | 1    | Товарищеский матч         |
| 7  | 24 сентября 1969 | Венгрия           | 2:0  | -    | Товарищеский матч         |
| 8  | 15 октября 1969  | Франция           | 2:0  | -    | Отборочный матч к ЧМ 1970 |
| 9  | 1 ноября 1969    | Франция           | 0:3  | 3    | Отборочный матч к ЧМ 1970 |
| 10 | 22 февраля 1970  | Мексика           | 0:0  | -    | Товарищеский матч         |
| 11 | 1 марта 1970     | Мексика           | 1:0  | -    | Товарищеский матч         |
| 12 | 16 мая 1970      | Венгрия           | 2:1  | 1    | Товарищеский матч         |
| 13 | 3 июня 1970      | Италия            | 0:1  | 1    | Чемпионат мира 1970       |
| 14 | 28 октября 1970  | Ирландия          | 1:0  | -    | Отборочный матч к ЧЕ 1972 |
| 15 | 20 мая 1971      | Финляндия         | 4:1  | 1    | Товарищеский матч         |
| 16 | 26 мая 1971      | Австрия           | 1:0  | -    | Отборочный матч к ЧЕ 1972 |
| 17 | 9 июня 1971      | Италия            | 0:0  | -    | Отборочный матч к ЧЕ 1972 |
| 18 | 20 июня 1971     | Дания             | 3:1  | 1    | Товарищеский матч         |
| 19 | 27 июня 1971     | ФРГ               | 1:0  | -    | Товарищеский матч         |
| 20 | 4 сентября 1971  | Австрия           | 0:1  | 1    | Отборочный матч к ЧЕ 1972 |
| 21 | 9 октября 1971   | Италия            | 0:3  | 3    | Отборочный матч к ЧЕ 1972 |
| 22 | 26 апреля 1972   | Швейцария         | 1:1  | 1    | Товарищеский матч         |
| 23 | 25 мая 1972      | Венгрия           | 0:0  | -    | Отборочный матч к ЧМ 1974 |
| 24 | 10 июня 1972     | Австрия           | 0:2  | 2    | Отборочный матч к ЧМ 1974 |
| 25 | 29 июня 1972     | Дания             | 2:0  | -    | Товарищеский матч         |
| 26 | 6 августа 1972   | СССР              | 4:4  | 4    | Товарищеский матч         |
| 27 | 17 сентября 1972 | Норвегия          | 3:1  | 1    | Товарищеский матч         |
| 28 | 15 октября 1972  | Мальта            | 7:0  | -    | Отборочный матч к ЧМ 1974 |
| 29 | 25 июня 1973     | Бразилия          | 1:0  | -    | Товарищеский матч         |
| 30 | 8 июля 1973      | Финляндия         | 1:1  | 1    | Товарищеский матч         |
| 31 | 5 августа 1973   | СССР              | 0:0  | -    | Товарищеский матч         |
| 32 | 29 августа 1973  | Финляндия         | 2:1  | 1    | Товарищеский матч         |
| 33 | 29 сентября 1973 | Италия            | 0:2  | 2    | Товарищеский матч         |
| 34 | 11 ноября 1973   | Мальта            | 2:1  | 1    | Отборочный матч к ЧМ 1974 |
| 35 | 27 ноября 1973   | Австрия           | 2:1  | 1    | Отборочный матч к ЧМ 1974 |
| 36 | 1 мая 1974       | ФРГ               | 0:2  | -    | Товарищеский матч         |
| 37 | 3 июня 1974      | Дания             | 2:0  | -    | Товарищеский матч         |
| 38 | 9 июня 1974      | Швейцария         | 0:0  | -    | Товарищеский матч         |
| 39 | 15 июня 1974     | Болгария          | 0:0  | -    | Чемпионат мира 1974       |
| 40 | 19 июня 1974     | Нидерланды        | 0:0  | -    | Чемпионат мира 1974       |
| 41 | 23 июня 1974     | Уругвай           | 3:0  | -    | Чемпионат мира 1974       |
| 42 | 26 июня 1974     | Польша            | 0:1  | 1    | Чемпионат мира 1974       |
| 43 | 30 июня 1974     | ФРГ               | 2:4  | 4    | Чемпионат мира 1974       |
| 44 | 3 июля 1974      | Югославия         | 2:1  | 1    | Чемпионат мира 1974       |
| 45 | 4 сентября 1974  | Нидерланды        | 1:5  | 5    | Товарищеский матч         |
| 46 | 30 октября 1974  | Северная Ирландия | 0:2  | 2    | Отборочный матч к ЧЕ 1976 |
| 47 | 4 июня 1975      | Югославия         | 1:2  | 2    | Отборочный матч к ЧЕ 1976 |
| 48 | 30 июня 1974     | Норвегия          | 3:1  | 1    | Отборочный матч к ЧЕ 1976 |
| 49 | 13 августа 1975  | Норвегия          | 2:0  | -    | Отборочный матч к ЧЕ 1976 |
| 50 | 3 сентября 1975  | Северная Ирландия | 2:1  | 1    | Отборочный матч к ЧЕ 1976 |
| 51 | 15 октября 1975  | Югославия         | 0:3  | 3    | Отборочный матч к ЧЕ 1976 |
| 52 | 28 апреля 1976   | Австрия           | 0:1  | 1    | Товарищеский матч         |
| 53 | 11 мая 1976      | Дания             | 1:2  | 2    | Товарищеский матч         |
| 54 | 1 июня 1976      | Финляндия         | 2:0  | -    | Товарищеский матч         |
| 55 | 16 июня 1976     | Норвегия          | 2:0  | -    | Отборочный матч к ЧМ 1978 |
| 56 | 8 сентября 1976  | Венгрия           | 1:1  | 1    | Товарищеский матч         |
| 57 | 9 октября 1976   | Швейцария         | 2:1  | 1    | Отборочный матч к ЧМ 1978 |
| 58 | 27 апреля 1977   | Шотландия         | 1:3  | 3    | Товарищеский матч         |
| 59 | 26 мая 1977      | Норвегия          | 1:0  | -    | Товарищеский матч         |
| 60 | 8 июня 1977      | Швейцария         | 2:1  | 1    | Отборочный матч к ЧМ 1978 |
| 61 | 17 августа 1977  | ГДР               | 0:1  | 1    | Товарищеский матч         |
| 62 | 7 сентября 1977  | Норвегия          | 1:2  | 2    | Отборочный матч к ЧМ 1978 |
| 63 | 5 октября 1977   | Дания             | 1:0  | -    | Товарищеский матч         |
| 64 | 4 апреля 1978    | ГДР               | 1:0  | -    | Товарищеский матч         |
| 65 | 19 апреля 1978   | ФРГ               | 3:1  | 1    | Товарищеский матч         |
| 66 | 21 мая 1978      | Чехословакия      | 0:0  | -    | Товарищеский матч         |
| 67 | 3 июня 1978      | Бразилия          | 1:1  | 1    | Чемпионат мира 1978       |
| 68 | 7 июня 1978      | Австрия           | 0:1  | 1    | Чемпионат мира 1978       |
| 69 | 11 июня 1978     | Испания           | 0:1  | 1    | Чемпионат мира 1978       |
| 70 | 28 июня 1978     | Финляндия         | 2:1  | 1    | Товарищеский матч         |
| 71 | 1 сентября 1978  | Франция           | 2:2  | 2    | Отборочный матч к ЧЕ 1980 |
| 72 | 4 октября 1978   | Чехословакия      | 1:3  | 3    | Отборочный матч к ЧЕ 1980 |
| 73 | 9 мая 1979       | Дания             | 2:2  | 2    | Товарищеский матч         |
| 74 | 7 июня 1979      | Люксембург        | 3:0  | -    | Отборочный матч к ЧЕ 1980 |
| 75 | 5 сентября 1979  | Франция           | 1:3  | 3    | Отборочный матч к ЧЕ 1980 |
| 76 | 7 мая 1980       | Дания             | 0:1  | 1    | Товарищеский матч         |
| 77 | 10 сентября 1980 | Шотландия         | 1:1  | 1    | Отборочный матч к ЧМ 1982 |

Итого: 77 матчей / 82 пропущенных гола; 35 побед, 18 ничьих, 24 поражения.

## Достижения

### Командные
«Кайзерслаутерн»
- Бронзовый призёр чемпионата ФРГ (2): 1978/79, 1979/80[6]
- Финалист Кубка ФРГ (2): 1975/76, 1980/81

### Личные
- Футболист года в Швеции (2): 1971, 1978
- 22-е место в списке лучших вратарей Европы XX века по версии МФФИИС
- Номинант на «Золотой мяч» (8): 1974, 1977, 1978, 1979

## Личная жизнь
Сын — Эрланд Хельстрём, также профессиональный футбольный вратарь.